# Littérature néo-zélandaise

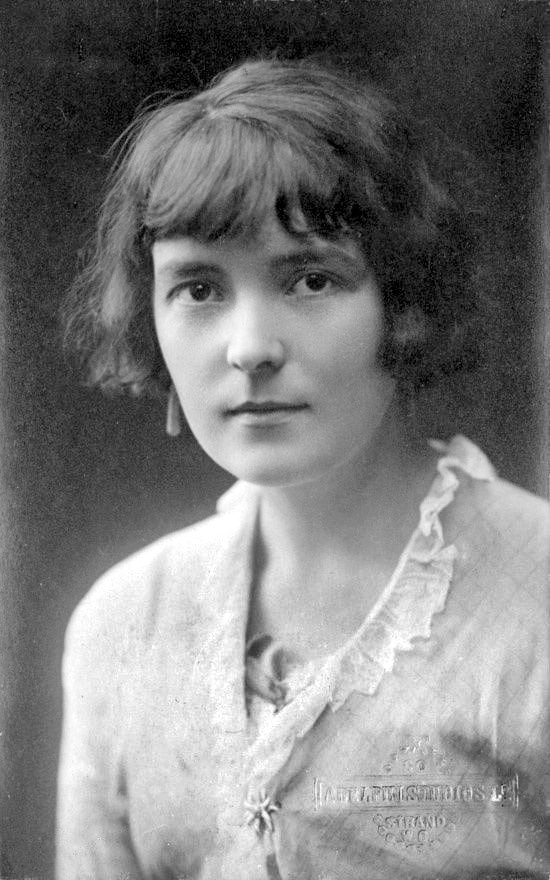
Katherine Mansfield

La littérature néo-zélandaise est une littérature, à la fois orale et écrite, produite par le peuple néo-zélandais. Elle traite souvent de thèmes, de personnages ou de lieux néo-zélandais, est écrite principalement en anglais néo-zélandais et présente également la culture maorie et l'utilisation de la langue maorie. Avant l'arrivée et l'installation des Européens en Nouvelle-Zélande au XIXe siècle, la culture maorie avait une forte tradition orale. Les premiers colons européens ont alors écrit sur leurs expériences de voyage et d'exploration de la Nouvelle-Zélande. Le concept d'une « littérature néo-zélandaise », distincte de la littérature anglaise, n'est apparu qu'au XXe siècle, lorsque les auteurs ont commencé à explorer les thèmes du paysage, de l'isolement et de l'identité nationale naissante de la Nouvelle-Zélande,. Les écrivains maoris ont pris une part plus importante dans la littérature néo-zélandaise dans la seconde moitié du XXe siècle, et la langue et la culture maories sont également devenues une partie de plus en plus importante de la littérature néo-zélandaise.
La littérature néo-zélandaise est devenue une partie importante de la culture néo-zélandaise moderne grâce à un lectorat croissant, un soutien financier et une publicité pour les écrivains par le biais de prix et de bourses littéraires, et le développement de revues et de magazines littéraires. De nombreux écrivains néo-zélandais ont acquis une renommée locale et internationale au fil des ans, notamment les écravains Katherine Mansfield, Frank Sargeson et Jacquie Sturm, les romancières Janet Frame, Patricia Grace, Witi Ihimaera, Maurice Gee, Keri Hulme et Eleanor Catton, les poètes James K. Baxter, Fleur Adcock, Selina Tusitala Marsh et Hone Tuwhare, les auteurs pour enfants Margaret Mahy et Joy Cowley, les historiens Michael King et Judith Binney, et le dramaturge Roger Hall.

## Histoire

### Avant 1870

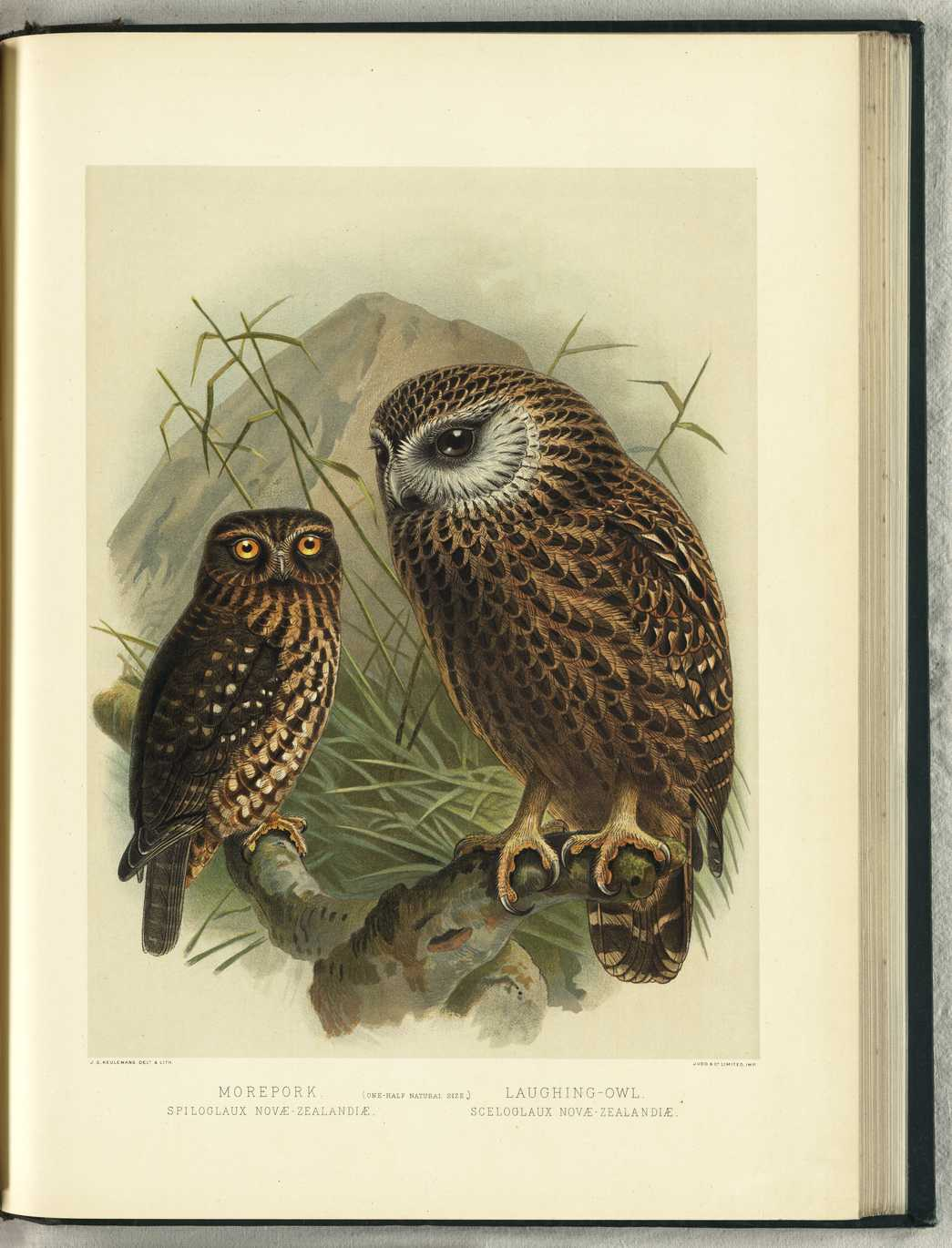
Illustrations du morepork (à gauche) et de la chouette rieuse éteinte (à droite) par John Gerrard Keulemans dans A History of the Birds of New Zealand de Walter Buller. 2e édition. Publié en 1888.

Les colons polynésiens ont commencé à arriver en Nouvelle-Zélande à la fin du XIIIe ou au début du XIVe siècle et sont devenus connus sous le nom de Māori développant une culture distincte, comprenant des mythes oraux, des légendes, de la poésie, des chansons ( waiata ) et des prières. Parler en public sur le marae, un lieu de rassemblement communautaire et sacré, était (et reste) une partie particulièrement importante de la culture maorie, et la performance était un élément clé de la tradition orale ; par exemple, les femmes maories exécutent le karanga (un appel cérémonial) dans le cadre du pōwhiri (cérémonie de bienvenue). Les Maoris n'avaient pas de langue écrite avant le début du XIXe siècle, lorsque le chef Hongi Hika et son neveu Waikato ont travaillé avec le linguiste Samuel Lee pour développer une forme écrite de la langue,. Lorsque les colons européens sont arrivés, ils rassemblèrent de nombreuses histoires orales et poèmes maoris, qui ont été traduits en anglais et publiés, tels que Polynesian Mythology (1855) de George Gray et Maori Fairy Tales (1908) de Johannes Andersen. Ces histoires, comme celles sur le dieu Māui, sont devenues largement connues de la population non maorie de Nouvelle-Zélande ainsi que du peuple maori. Une fondation a également été créée pour le développement de la future littérature maorie à travers les journaux maoris, les histoires maories et la littérature associée aux religions maories, telles que les mouvements Rātana et Pai Mārire.
Au XIXe siècle, la plupart des Néo-Zélandais Pākehā se considéraient comme britanniques et la plupart des publications étaient écrites par des auteurs britanniques pour un public britannique. Il a fallu du temps pour qu'une littérature typiquement néo-zélandaise se développe,. Les premiers journaux imprimés sont arrivés en Nouvelle-Zélande en 1834, et le premier livre imprimé était une traduction maorie d'un livre de catéchisme en 1830 par William Yate, Ko Te Katikihama III . Les premiers livres néo-zélandais étaient généralement des récits de visites et de voyages en Nouvelle-Zélande, comme A Narrative of a Nine Months' Residence in New Zealand in 1827 (1832) d'Augustus Earle ou Station Life in New Zealand (1870) de Mary Anne Barker, ou des ouvrages scientifiques tels que The New Zealanders Illustrated, un livre rare de l'artiste d'histoire naturelle George French Angas (1847) et A History of the Birds of New Zealand (1872) de l'ornithologue Walter Buller,. Les premières expressions de l'identité néo-zélandaise dans la littérature comprenaient, notamment, Old New Zealand par « un Pakeha Maori » ( Frederick Edward Maning ) et Erewhon par Samuel Butler, qui s'est appuyé pour son récit son installation à Cantorbéry pendant cinq ans,.
- Premiers livres néo-zélandais (en), projet 2005 de l'Université d'Auckland

### Mouvement Māoriland: 1870-1914
À la fin du XIXe et au début du XXe siècle, le nationalisme néo-zélandais a commencé à émerger, les écrivains pākehā adoptant les histoires et la mythologie maories. Le terme « Māoriland », proposé et souvent utilisé comme nom alternatif pour la Nouvelle-Zélande à cette époque, est devenu le centre d'un mouvement littéraire dans lequel les écrivains colonialistes se sont inspirés et ont adopté les traditions et légendes maories ,. Ils ont été encouragés par une croyance répandue parmi les colons que les Maoris étaient une race mourante qui ne survivrait pas au contact avec les Européens.
Par exemple, le livre Musings in Maoriland de Thomas Bracken comprenait le poème « New Zealand Hymn », qui devint plus tard l'hymne national néo-zélandais sous le titre « God Defend New Zealand ». Bracken et d'autres poètes tels que Jessie Mackay et Arthur Henry Adams ont publié des poèmes sur le rangatira (chef) maori Te Rauparaha, tandis qu'Alfred Grace, Jessie Weston et d'autres ont écrit des nouvelles et des romans de fiction sur des thèmes maoris. Le quatrième premier ministre néo-zélandais, Alfred Domett, a écrit un poème épique, Ranolf and Amohia: A South-Sea Day-Dream (1872) de plus de 100 000 mots qui décrivait une histoire d'amour entre un naufragé européen et une femme maorie. En 1901, William Satchell lança un magazine intitulé The Maorilander, et le journal syndical de gauche The Maoriland Worker fut publié de 1910 à 1924 . Les guerres de Nouvelle-Zélande étaient un sujet de fiction populaire, illustré par The Rebel Chief : A Romance of New Zealand (1896), de Hume Nisbet, tout comme les romances coloniales dans les œuvres de Louisa Baker, Ellen Ellis, Edith Searle Grossmann et d'autres.
La culture maorilande était artificielle et ancrée dans la romance plutôt que dans la réalité ; comme l'ont dit les universitaires Jane Stafford et Mark Williams, « Maoriland signifie un effort pour nier la présence réelle des Maoris en Nouvelle-Zélande en faveur d'une présence mythifiée ou décorative » . Pour cette raison, le terme est désormais perçu comme archaïque et colonial. Au moment de la Première Guerre mondiale, à part quelques individus tels que James Cowan et Rudall Hayward, le mouvement était en grande partie terminé. Le terme a été adopté à l'heure actuelle par le Māoriland Film Festival, une organisation d'Ōtaki qui promeut la narration autochtone à l'écran,.

### Début duXXesiècle: 1914-1939
La littérature néo-zélandaise a continué à se développer au début du XXe siècle, avec des écrivains notables dont la poétesse Blanche Edith Baughan et la romancière Jane Mander. L'écrivain néo-zélandais le plus célèbre et le plus influent de ces années était l'écrivaine Katherine Mansfield, qui a quitté la Nouvelle-Zélande en 1908 et est devenue l'une des fondatrices du modernisme littéraire. Elle a publié trois recueils au cours de sa vie : In a German Pension (1911), Bliss and Other Stories (1920) et The Garden Party and Other Stories (1922) . Elle est décédée en 1923, après avoir (selon les mots de CK Stead ) " posé les fondations d'une réputation qui n'a cessé de croître et d'influencer le développement de la littérature néo-zélandaise depuis lors ".Ursula Bethell, dont le premier recueil de poèmes a été publié en 1929, est un autre écrivaine notable de la première heure ; sa poésie est attribuée par l' Oxford Companion to Twentieth-Century Literature in English comme ayant « une simplicité et une parcimonie (ainsi qu'une fraîcheur d'image) qui la distinguent des vers plus ornés que le pays avait précédemment produits ». Edith Joan Lyttleton, qui écrivait sous le nom de GB Lancaster, était l'écrivaine néo-zélandaise ayant le plus de succès commercial à cette époque, connue pour ses romances coloniales épiques . Tutira de Herbert Guthrie-Smith : L'histoire d'une station de moutons néo-zélandaise (1921) était le premier livre environnementaliste significatif de la Nouvelle-Zélande et reste encore à ce jour un classique de l'écriture écologique; Michael King a déclaré en 2003 que c'est "toujours le meilleur exemple de ce genre",.
Dans les années 1930, l'écriture néo-zélandaise commence à s'établir, aidée par la croissance des universités et des petits éditeurs. Parmi les œuvres notables, citons Man Alone (1939) de John Mulgan, un classique décrivant un homme néo-zélandais isolé et aliéné (qui est lui-même devenu un stéréotype culturel), influencé par la Grande Dépression, Show Down (1936) de Margaret Escott et le recueil de nouvelles de Frank Sargeson, Un homme et sa femme (1940). Il était courant à cette époque pour des écrivains, comme Mansfield, de quitter la Nouvelle-Zélande et d'établir une carrière à l'étranger : notamment Mulgan, Dan Davin, qui a rejoint l'Oxford University Press, et le journaliste Geoffrey Cox. Ngaio Marsh, qui partageait son temps entre la Nouvelle-Zélande et l'Angleterre, a écrit des romans policiers dans les années 1930 et était connue comme l'une des « Reines du crime ». Après la Dépression, les compagnies théâtrales étrangères ont cessé de faire des tournées en Nouvelle-Zélande, ce qui a conduit à la création d'une scène dramatique locale florissante et à l'émergence de dramaturges tels que Isobel Andrews, qui ont réussi à percer grâce à des concours organisés par la branche néo-zélandaise de la British Drama League. L'écriture était encore en grande partie une entreprise Pākehā à cette époque; de nombreux Maoris vivaient dans des zones rurales et se remettaient de la perte de leur terre et de leur langue, du dépeuplement et des défis éducatifs. Te Rangi Hīroa et Apirana Ngata ont écrit des non-fiction et rassemblé des chansons et des chants maoris pour les faire publier, mais les opportunités pour les Maoris dans la littérature écrite étaient limitées.

### Seconde Guerre mondiale et ensuite: 1939-1960
À partir de 1941, l'écriture néo-zélandaise a gagné une audience internationale grâce au journal de John Lehmann, Penguin New Writing. Une version locale a été produite entre 1942 et 1945. En 1945, Frank Sargeson a édité une anthologie de nouvelles d'écrivains néo-zélandais, intitulée Speaking for Ourselves, publiée par Caxton Press en Nouvelle-Zélande et par Reed & Harris à Melbourne, en Australie. En 1945, Allen Curnow publia l'anthologie A Book of New Zealand Verse 1923–45, qui marqua le début de la phase post-coloniale et nationaliste de la littérature néo-zélandaise; Charles Brasch l'a comparé à "un gel dur" qui "a tué les mauvaises herbes et a favorisé une croissance saine", et a dit qu'il "établissait une norme non pas pour la poésie seule mais pour tous les arts". Curnow et Brasch ont commencé leur carrière avec Caxton Press dans les années 1930 et ont eu une influence majeure sur la poésie néo-zélandaise; les autres membres du groupe étaient ARD Fairburn, RAK Mason et Denis Glover. Leurs poèmes peuvent être mis en contraste avec l'œuvre de Robin Hyde, d'origine sud-africaine, exclu de ce groupe nationaliste, mais dont le roman The Godwits Fly (1938) était considéré comme un classique néo-zélandais et continuellement imprimé jusqu'aux années 1980,. En 1946, le New Zealand Literary Fund a été créé pour fournir des subventions et des bourses à l'édition et à l'écriture locale  .
C'est dans les années 1950 que, comme le dit l'historien et poète Keith Sinclair, « l'intellect et l'imagination néo-zélandais ont pris vie ». Dans les années 1950, il existait un large éventail de choix pour la littérature locale, tels que la revue influente Landfall (créée en 1947) et le trimestriel bilingue Te Ao Hou / The New World, qui de 1952 à 1975 était un véritable porte-voix pour les écrivains maoris. Le premier roman de Janet Frame, Owls Do Cry, a été publié en 1957, et elle est devenue ensuite la romancière néo-zélandaise la plus acclamée et la plus connue du XXe siècle. Son travail s'appuyait souvent sur ses expériences dans les hôpitaux psychiatriques et comportait une expérimentation stylistique et une exploration des conditions sociales.
Une nouvelle génération de jeunes poètes néo-zélandais finit par émerger, notamment le « Wellington Group », qui rejetait le nationalisme de Curnow et des autres poètes de Caxton. Ils ont fait valoir que les poètes néo-zélandais pouvaient désormais se concentrer sur des thèmes universels, plutôt que sur l'identité néo-zélandaise. James K. Baxter était le plus célèbre et le plus prolifique de ces poètes, et est largement considéré aujourd'hui comme le poète néo-zélandais définitif. Baxter était une figure controversée connue pour son incorporation de mythes européens dans ses poèmes néo-zélandais, son intérêt pour la culture et la langue maories, ses expériences religieuses et la création d'une commune à Jérusalem, en Nouvelle-Zélande. D'autres membres du groupe Wellington comprenaient Alastair Campbell et Fleur Adcock ; les savants CK Stead et Vincent O'Sullivan sont également devenus bien connus pour leur poésie à cette époque.

## Littérature moderne

### Écriture Māorie et Pasifika

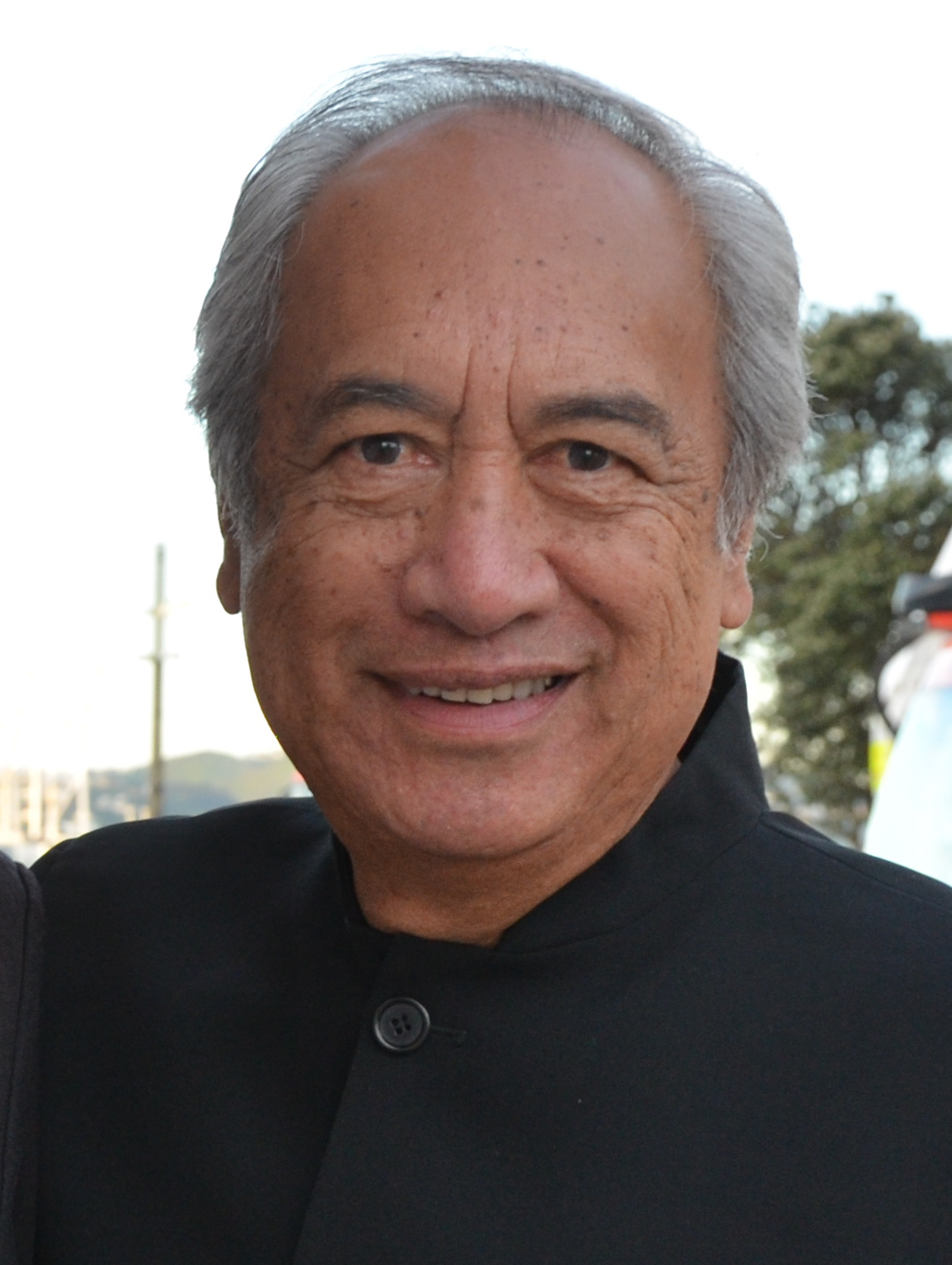
Witi Ihimaera lors de la première de sa pièce All My Sons au Circa Theatrede Wellington, le 11 novembre 2015

Après la Seconde Guerre mondiale, les Māoris ont commencé à s'installer dans les zones urbaines, avec plus d'opportunités en termes d'éducation (écoles, universités, etc.), ce qui a conduit à l'émergence d'une littérature maorie en anglais. En 1964, Hone Tuwhare, le premier poète maori à être distingué pour sa poésie anglaise, a publié son premier livre, No Ordinary Sun, et en 1966, Jacquie Sturm est devenue la première écrivaine maorie à figurer dans une grande anthologie de nouvelles néo-zélandaises. Des auteurs comme Sturm, Arapera Blank, Rowley Habib et Patricia Grace ont été publiés pour la première fois dans Te Ao Hou et sont devenus largement connus et respectés depuis. Witi Ihimaera a été le premier écrivain maori à publier un recueil de nouvelles (Pounamu, Pounamu) en 1972 et le premier à publier un roman (Tangi) en 1973. Son roman Whale Rider (1987) a été adapté en un film à succès international en 2002. L'anthologie remarquable Into the World of Light (1982), éditée par Ihimaera et Don Long, a rassemblé le travail de 39 écrivains maoris. Les éditeurs ont observé qu'au milieu du XXe siècle, les éditeurs étaient réticents à publier des livres d'écrivains maoris parce qu'ils pensaient que les Maoris « ne lisaient pas de livres ». Patricia Grace a été la première femme écrivain maorie à publier un recueil de nouvelles (Waiariki) en 1975 et a depuis reçu des prix internationaux et des éloges pour ses livres pour adultes et enfants. Keri Hulme et Alan Duff suivèrent alors les traces de Patricia Grace et Witi Ihimaera: Duff est connu pour le très acclamé Once Were Warriors (1990), devenu un film à succès en 1994 et dont le succès en librairie ne s'est jamais éteint.
Parmi les écrivains Pasifika (Insulaires du Pacifique) notables ayant des liens avec la Nouvelle-Zélande figurent Albert Wendt, Alastair Campbell, Karlo Mila, John Pule, Lani Wendt Young, Courtney Sina Meredith, Oscar Kightley et Selina Tusitala Marsh,. Wendt est connu pour Sons for the Return Home (1973), qui décrit les expériences d'un jeune Samoan en Nouvelle-Zélande. Ses derniers romans et recueils de nouvelles ont jeté les bases d'une littérature pasifika en anglais.

### Fiction

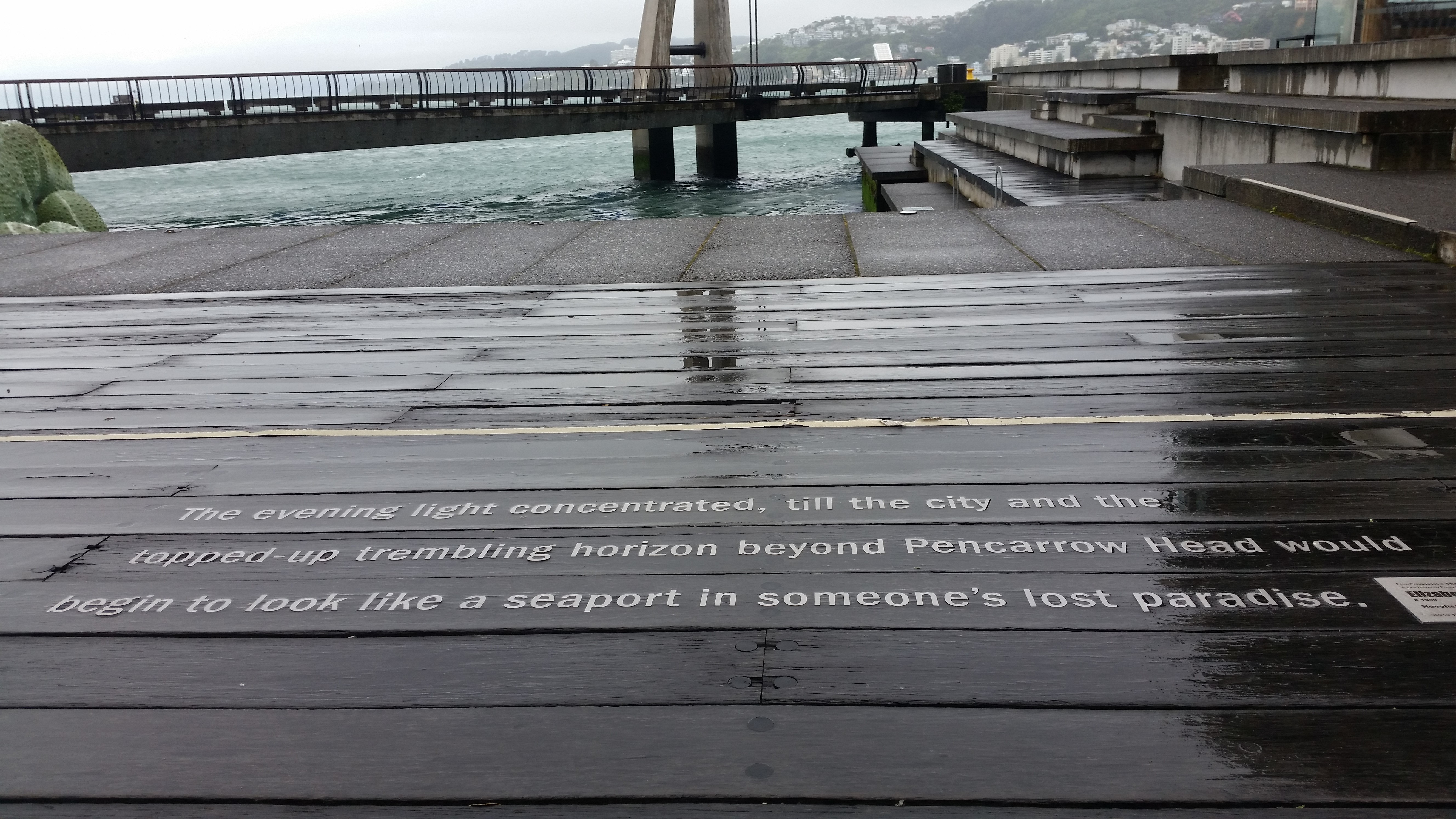
Paroles de l'écrivaine néo-zélandaise Elizabeth Knox, art public à Wellington.

Parmi les écrivains notables de l'après-Seconde Guerre mondiale figurent Janet Frame, Owen Marshall, Ronald Hugh Morrieson, Bill Pearson, Sylvia Ashton-Warner et Essie Summers,. Dans les années 1960, deux jeunes romanciers, Maurice Shadbolt et Maurice Gee, deviennent reconnus pour leurs romans mêlant traditions et problématiques sociales en mettant en vedette la politique et l'histoire de la Nouvelle-Zélande. La trilogie Plumb de Gee continue d'être largement lue et son premier roman, Plumb (1979), a été élu par les experts littéraires en 2018 comme le meilleur roman néo-zélandais des cinquante dernières années. Le mouvement féministe des années 1970 et 1980 a permis l'émergence de nombreuses femmes écrivaines au cours de cette période, notamment Fiona Kidman, Marilyn Duckworth et Barbara Anderson, qui ont écrit des œuvres explorant et remettant en question les rôles de genre.
La fiction néo-zélandaise a connu une croissance exponentielle depuis le milieu des années 1970, en raison d'un lectorat croissant au niveau local et international, de cours d'écriture créative tels que ceux proposés par l'Institut international des lettres modernes de l'Université Victoria de Wellington et d'un soutien financier par le biais de prix littéraires et de bourses. Parmi les écrivains néo-zélandais à succès international, citons Elizabeth Knox, connue principalement pour The Vintner's Luck (1998), Emily Perkins, Damien Wilkins, Nigel Cox et Paul Cleave. Keri Hulme a connu le succès lorsque son roman, The Bone People, a remporté le Booker Prize en 1985; elle a été la première Néo-Zélandaise et la première romancière d'un premier roman à remporter le prestigieux prix. L'écrivain Lloyd Jones a été sélectionné pour son roman de 2007 Mister Pip. En 2013, Eleanor Catton est devenue la deuxième lauréate néo-zélandaise (ainsi que la plus jeune lauréate) du prix pour son roman The Luminaries.

### Non-fiction
La Nouvelle-Zélande a une importante tradition de non-fiction, parlant notamment d'histoire naturelle, de la colonisation, des relations Māori/Pākehā, et d'identité.Parmi les œuvres autobiographiques importantes d'écrivains néo-zélandais figurent les trilogies de Frank Sargeson dans les années 1970 ( Once is Enough, More than Enough et Never Enough! ), Janet Frame dans les années 1980 ( To the Is-land, An Angel at my Table et The Envoy de Mirror City ), et la série en deux parties de CK Stead South-west of Eden (2010) et You Have a Lot to Perdre (2020).
Les récits historiques représentent une grande partie des récits de non-fiction néo-zélandais. James Belich est connu pour ses écrits sur les guerres de Nouvelle-Zélande. Judith Binney est connue pour sa biographie de Te Kooti, Redemption Songs (1995) et son histoire de Tūhoe, Encircled Lands (2009). L'historien Michael King a commencé sa carrière en écrivant des biographies sur les notables maoris, notamment des biographies de Te Puea Hērangi (1977) et de Whina Cooper (1983). Au milieu des années 1980, conscient de l'importance de permettre aux voix maories de s'exprimer, il a écrit sur ce que signifiait être un Néo-Zélandais non maori dans Being Pākehā (1985) et a publié des biographies de Frank Sargeson (1995) et Janet Frame (2000). Son ouvrage The Penguin History of New Zealand était le livre néo-zélandais le plus populaire de 2004 et a été considéré par The New Zealand Herald en 2009 comme le meilleur livre de la décennie précédente. Rose Lu est l'un des rares écrivains asiatiques néo-zélandais émergents et a publié une série d'essais sur le fait de grandir en Nouvelle-Zélande intitulée All Who Live on Islands, qui a reçu le Creative Nonfiction Prize 2019 de l'International Institute of Modern Letters de l'Université Victoria de Wellington.

### Littérature jeunesse et Young Adult

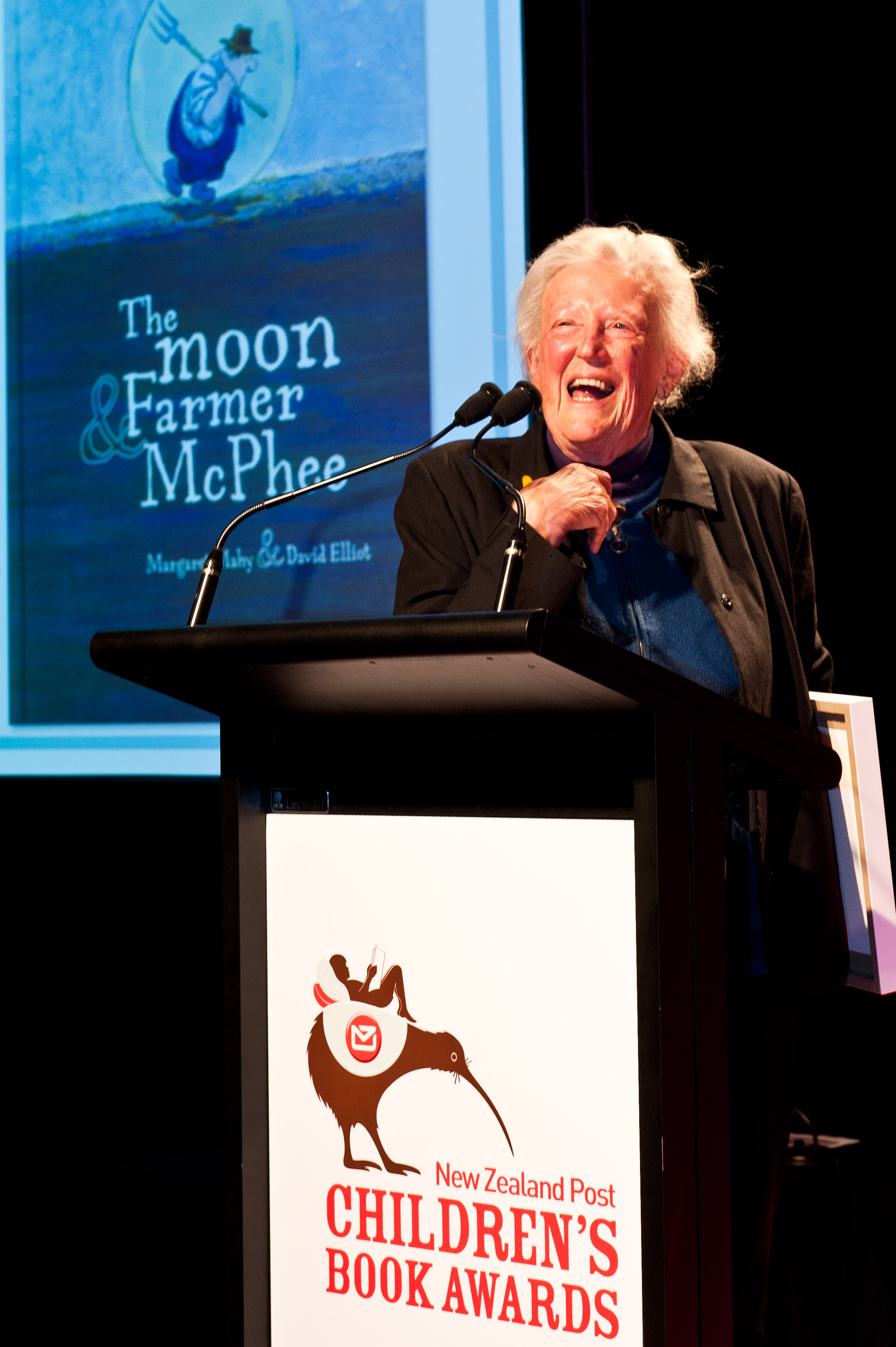
Margaret Mahy et son livre The Moon & Farmer McPhee, gagnant aux New Zealand Post Children's Book Awards 2011

Margaret Mahy et Joy Cowley ont toutes deux publié leurs premiers livres pour enfants en 1969. Toutes deux sont devenues des auteures prolifiques et appréciées, et ont apporté une contribution significative à la littérature néo-zélandaise pour enfants. Mahy a remporté la médaille Carnegie à deux reprises dans les années 1980 et en 2001, elle a remporté le prix Hans Christian Andersen, le prix de littérature pour enfants le plus prestigieux au monde. Cowley est internationalement connue pour ses livres éducatifs pour enfants qui apprennent à lire, ainsi que pour ses livres d'images, ses romans pour enfants et ses romans pour jeunes adultes. Parmi les autres auteurs bien connus pour les jeunes enfants, citons Lynley Dodd (connue pour ses livres d'images mettant en vedette le petit chien Hairy Maclary ), Patricia Grace, Kāterina Mataira (une auteure de premier plan en langue maorie) et Gavin Bishop (connu en particulier pour l'illustration).
La Nouvelle-Zélande a une forte tradition de fantasy et de réalisme social dans les romans pour enfants et jeunes adultes. Maurice Gee est devenu célèbre pour ses livres de science-fiction et de fantasy, notamment Under the Mountain (1979) et The Halfmen of O (1982). Sherryl Jordan, Gaelyn Gordon, Elizabeth Knox, Barbara Else et David Hair sont d'autres écrivains de fantasy internationalement connus pour les enfants et les jeunes adultes. À partir des années 1980, la littérature pour jeunes adultes a émergé en Nouvelle-Zélande, avec des auteurs comme Gee, Jack Lasenby, Paula Boock, Kate De Goldi, Fleur Beale et David Hill abordant des sujets sérieux et controversés pour les lecteurs adolescents. Le quatuor Alex de Tessa Duder (1987-1992) a exploré les questions de sexisme, de racisme et de traumatisme personnel dans les années 1950 et 1960 en Nouvelle-Zélande. Bernard Beckett et Mandy Hager sont devenus connus dans les années 2000 pour leurs fictions pour jeunes adultes socialement réalistes et dystopiques.

### Poésie
James K. Baxter, Alastair Campbell, Fleur Adcock, CK Stead et Vincent O'Sullivan sont devenus connus pour leur poésie dans les années 1950 et 1960, Baxter en particulier dominant la poésie néo-zélandaise dans les années 1960. Adcock est l'un des deux seuls Néo-Zélandais à avoir reçu la prestigieuse médaille d'or de la reine pour la poésie (2006), l'autre étant Allen Curnow (qui a reçu le prix en 1989). Les années 1970 et 1980 ont vu s'éloigner du nationalisme néo-zélandais et la montée de jeunes poètes, souvent influencés par l'écriture et la contre-culture américaines et l'écriture sur les relations personnelles ; parmi ces poètes on peut citer Ian Wedde, Bill Manhire, Cilla McQueen, Elizabeth Smither, Sam Hunt et Murray Edmond . McQueen et Hunt sont tous deux connus pour leur poésie de performance. En 1985, Ian Wedde et Harvey McQueen ont édité et publié une nouvelle édition de The Penguin Book of New Zealand Verse, qui comprenait de la poésie en maori, une première pour une anthologie de poésie néo-zélandaise. Depuis lors, la poésie néo-zélandaise est devenue plus diversifiée et plus difficile à caractériser par thème.
La Bibliothèque nationale de Nouvelle-Zélande nomme un poète officiel néo-zélandais tous les deux ans. La poète Pasifika Selina Tusitala Marsh a été la poète lauréate de 2017 à 2019. David Eggleton est le poète officiel de 2019 à 2021. Parmi les autres poètes contemporains notables, citons Robert Sullivan, connu pour son premier recueil Jazz Waiata (1990) et des travaux plus récents dont le recueil Shout Ha! to the Sky (2010), Hera Lindsay Bird, connue pour son travail populaire autobiographique et provocateur, et Karlo Mila, dont le travail aborde des questions à la fois personnelles et politiques telles que les préoccupations d'identité, de migration et de communauté, certains font partie des collections Dream Fish Floating (2006) et Goddess Muscle (2020).

### Théâtre
Les années 1960 ont vu des développements importants dans l'écriture dramatique néo-zélandaise, et le premier théâtre professionnel du pays, le Downstage Theatre, a ouvert ses portes à Wellington en 1964. Playmarket a également été fondée en 1973 pour représenter et commercialiser les dramaturges néo-zélandais et leur travail.Bruce Mason a été le premier dramaturge professionnel du pays. Son spectacle solo The End of the Golden Weather (1962), sur la perte de l'innocence d'un garçon en Nouvelle-Zélande à l'époque de la Grande Dépression, a été largement joué dans toute la Nouvelle-Zélande, et il explore les thèmes maoris et la désintégration de l'identité maorie dans The Pohutakawa Tree (1960) et Awatéa (1969),. Mervyn Thompson, un dramaturge controversé, a écrit des pièces avec des éléments autobiographiques et politiques tels que O Temperance ! (1974). En 1976, un groupe d'acteurs de Downstage part pour fonder le Circa Theatre et produit Glide Time de Roger Hall comme l'une de leurs premières productions. Hall est devenu le dramaturge néo-zélandais ayant le plus de succès commercial, et Glide Time est devenu iconique en Nouvelle-Zélande et a été transformé en une sitcom télévisée,. Foreskin's Lament (1981) de Greg McGee , sur la culture du rugby dans les petites villes de Nouvelle-Zélande, a également devenus iconique,.
Le drame s'est développé dans les années 1980 et 1990 avec de nouveaux dramaturges qui ont connu du succès, notamment Renée, Stuart Hoar, Hone Kouka et Briar Grace-Smith,. La pièce féministe de Jean Betts, Ophelia Thinks Harder (1993) était encore largement jouée en Nouvelle-Zélande et à l'étranger en 2014, et pourrait être la pièce néo-zélandaise la plus jouée. Le collectif Pacific Underground a développé la pièce révolutionnaire Fresh off the Boat (1993), écrite par Oscar Kightley et Simon Small, qui a été saluée pour sa représentation de la vie samoane en Nouvelle-Zélande,. La Nouvelle-Zélande a également une tradition de théâtre indépendant avec des compagnies créant des pièces originales et des œuvres collectives, dont le groupe de théâtre Red Mole (années 1970-2002), Barbarian Productions à Wellington (dirigé par Jo Randerson ), le Christchurch Free Theatre, œuvre du poète Murray Edmond avec la Living Theatre Troupe et les premières œuvres de Paul Maunder avec l'Amamus Theatre,.
- Dramaturges néo-zélandais
- Décor dans le théâtre en Nouvelle-Zélande
- Salles de théâtre en Nouvelle-Zélande (en)
- Compagnies théâtrales néo-zélandaises (en)
- Festivals de théâtre en Nouvelle-Zélande (en)
- Récompenses pour le théâtre en Nouvelle-Zélande (en)

## Prix littéraires
Au début du XXe siècle, les concours littéraires en Nouvelle-Zélande étaient organisés par des journaux et des magazines, et les collèges universitaires ont accueilli des prix littéraires tels que le prix Macmillan Brown . Dans les années 1940, le New Zealand Literary Fund, géré par le gouvernement, a commencé à offrir des prix littéraires parrainés par l'État dans un large éventail de genres. Le premier prix littéraire privé était le Katherine Mansfield Memorial Award, un concours de nouvelles organisé par la New Zealand Women Writers' Society et financé par la Banque de Nouvelle-Zélande, à partir de 1959,; ce prix a couru jusqu'en 2015.
En 2021, l'Ockham New Zealand Book Awards offre cinq prix principaux: fiction (appelé maintenant Jann Medlicott Acorn Prize for Fiction), non-fiction générale (sponsorisée par la Royal Society Te Apārangi), non-fiction illustrée, poésie (appelé maintenant le Mary and Peter Biggs Award for Poetry) et le Te Mūrau o te Tuhi Māori Language Award pour les récits écrits entièrement en te reo (langue Maorie). Ces prix annuels ont beaucoup changé de noms au cours des années, avec les différents changements de sponsors, et ont été créés en 1996 avec la fusion du Montana Book Awards (avant nommé le Goodman Fielder Wattie Awards, de 1968 à 1995) et le New Zealand Book Awards (de 1976 à 1995), mis en place par le gouvernement,. Le New Zealand Book Awards for Children and Young Adults est aussi tenu chaque année pour reconnaître l'excellence des littératures enfant et Young Adult. Ces prix ont été créés en 1982 et ont changé de noms de multiples fois dû aux changements de sponsors.
Un certain nombre de bourses littéraires sont disponibles en Nouvelle-Zélande. Ces bourses donnent aux écrivains la possibilité d'entrer en résidence (hébergement et autres coûts financés). La première bourse était la bourse Robert Burns, créée de manière anonyme (bien que largement attribuée à Charles Brasch) à l'Université d'Otago en 1958. Une autre bourse prestigieuse est la Katherine Mansfield Menton Fellowship, fondée par une fiducie en 1970, qui permet aux écrivains de passer au moins trois mois à Menton, en France, où Katherine Mansfield a vécu et écrit,.
Les Prix du Premier ministre pour les réalisations littéraires ont été créés en 2003 et sont décernés chaque année aux écrivains qui ont apporté une contribution significative à la littérature néo-zélandaise.

## 21esiècle
- Liste d'écrivains néozélandais nés après 1950